# Пемфигус
Пе́мфигус, или пузырчатка, — группа редких, но порой весьма тяжёлых, инвалидизирующих и потенциально смертельных везикулобуллёзных (пузырчатых) аутоиммунных заболеваний, поражающих кожу и слизистые оболочки. Опасность болезни заключается в её прогрессирующем течении, которое сопровождается усиленными катаболическими процессами с потерей организмом жидкости и белка, а также присоединением вторичной бактериальной и вирусной инфекции. Совокупность этих факторов может привести к сепсису или порокам сердца.

## Классификация
Выделяют следующие клинические варианты течения пузырчатки:
- Вульгарная (обыкновенная),
- Вегетирующая (тип Нойман и тип Аллопо),
- Листовидная (включает в себя эриматозную, бразильскую и тунисскую пузырчатку),
- Себорейная (синдром Сенира — Ашера),
- Параопухолевая пузырчатка (PNP)/ паранеопластический аутоиммунный синдром (PAMS)[3].

## Этиология и патогенез
Причиной пемфигуса является образование аутоагрессивных антител к одному или нескольким белкам из семейства десмоглеинов. Десмоглеины являются своеобразным «клеем», который соединяет рядом расположенные эпидермальные клетки с помощью особых соединительных элементов, называемых десмосомами. Когда аутоантитела и активированные лимфоциты атакуют десмоглеины, клетки эпидермиса отделяются друг от друга и эпидермис становится «расклеенным», пористым, легко отслаивающимся и высоко подверженным проникновению чужеродных микроорганизмов (бактерий и грибов). Этот феномен (потери эпидермоцитами межклеточных контактов) называется акантолиз. В результате этого на коже или в толще кожи образуются гноящиеся, заполненные экссудатом пузырьки (откуда и просторечное название болезни — «пузырчатка»), которые затем отслаиваются от кожи, обнажая подлежащие её слои или подлежащие ткани, и формируют инфицированные, гнойные язвы. В тяжёлых случаях эти пузырьки и язвы могут покрывать значительную часть поверхности кожи.
Первоначально причины этой болезни были неизвестны, и термин «пемфигус», или «пузырчатка» применялся к любому заболеванию кожи и слизистых, сопровождающемуся образованием пузырьков, акантолизом и отслойкой кожи с образованием гноящихся язв. В 1964 году была опубликована историческая статья, изменившая понимание пемфигуса и подход к его диагностике и лечению. С этого времени наличие в плазме крови больных антител к десмоглеинам стало обязательным критерием диагностики пемфигуса. В 1971 году была опубликована ещё одна статья, подробно исследующая аутоиммунную природу и механизмы этого заболевания.

## Лечение
Основой лечения пемфигуса является назначение глюкокортикоидов, таких, как дексаметазон, преднизолон. При этом нередко, особенно при тяжёлом течении пемфигуса, требуются высокие дозы глюкокортикоидов, вызывающие серьёзные побочные эффекты. Чтобы избежать этих побочных эффектов, глюкокортикоиды при пемфигусе, особенно тяжёлого течения, нередко комбинируют с иммуносупрессорами, в частности, циклоспорином, микофенолят мофетилом, циклофосфамидом, азатиоприном или метотрексатом.
Показано внутривенное введение высоких доз нормального человеческого иммуноглобулина, особенно при паранеопластическом пемфигусе. В последние годы показана высокая эффективность анти-CD20 моноклонального антитела ритуксимаб (Мабтера) при не поддающемся другим методам терапии пемфигусе. Также показан и эффективен плазмаферез, способствующий быстрому удалению циркулирующих антител к десмоглеину из крови.
Инфекционные и грибковые осложнения, проистекающие как от снижения барьерной функции кожи и слизистых в результате самой болезни, так и от применения глюкокортикоидов и иммуносупрессоров, лечат назначением соответствующих антибиотиков и противогрибковых препаратов.
Больные с крайне тяжёлым, потенциально летальным течением пемфигуса, не поддающимся другим методам лечения, могут быть кандидатами на аллотрансплантацию костного мозга или гемопоэтических стволовых клеток от неродственного донора. Терапевтический эффект аллотрансплантации при пемфигусе связывают не только и не столько с глубокой иммуносупрессией в период кондиционирования пациента для трансплантации и с последующим применением иммуносупрессоров для профилактики отторжения трансплантата, сколько с так называемой реакцией «трансплантат против аутоиммунитета» (РТПА), с уничтожением донорскими лимфоцитами аутоагрессивных лимфоцитов хозяина, вырабатывающих антитела к десмоглеину. Доказательством этого служит тот факт, что терапевтический эффект аллотрансплантации в отношении пемфигуса наиболее выражен у тех больных, у которых после трансплантации развивается лёгкая или средняя степень реакции «трансплантат против хозяина» (РТПХ). В то же время тяжёлая РТПХ сама по себе может привести к смерти больного, а применяемые режимы кондиционирования обладают высокой органной токсичностью и могут быть летальными вследствие инфекционных осложнений, длительного агранулоцитоза, неудачи с приживлением трансплантата и др. Поэтому такое лечение следует считать «терапией отчаяния» при тяжёлом пемфигусе.

## Прогноз
Прогноз заболевания условно неблагоприятный, даже при своевременно начатом адекватном лечении возможен летальный исход. Течение заболевания хроническое, адекватная терапия лишь уменьшает выраженность клинических проявлений, но не устраняет причину заболевания. В периоды обострения трудоспособность резко снижена, при тяжёлом течении возможна инвалидизация больного.